# Half of a Yellow Sun
Half of a Yellow Sun è un film del 2013 diretto da Biyi Bandele, tratto dall'omonimo romanzo di Chimamanda Ngozi Adichie.

## Trama
La storia di due sorelle Olanna e Kainene sullo sfondo della Nigeria degli anni 60 e 70.